# اوگلسهاوزن
اوگلسهاوزن (به آلمانی: Oggelshausen) یک شهر در آلمان است که در Biberach واقع شده‌است. اوگلسهاوزن ۹۴۸ نفر جمعیت دارد.